# Montrose (St. Vincent)
Montrose ist ein Ort auf der Insel St. Vincent, die dem Staat St. Vincent und die Grenadinen angehört. Der Ort liegt im Südwesten der Insel, nördlich der Hauptstadt Kingstown, auf 170 Meter Seehöhe und gehört zum Parish Saint Andrew.